# Kiwayu
Kiwayu (aussi Kiwayuu ou Kiwaihu) est une petite île de l'océan Indien, appartenant au Kenya et située dans l’est de l'archipel de Lamu dans la réserve naturelle maritime de Kiunga.
Elle se situe à 10 km environ au nord de l’île de Pate. Une colline conique d’une hauteur de 47 m se trouve au centre de l’île.
Les ressources de l’île sont la pêche et le tourisme. L’île dispose d'une école et d’un puits. L’hôpital le plus proche est celui de l’île de Lamu distante de 2 heures en bateau à moteur (ou 7 heures en boutre).